# إتيان هوبير
إتيان هوبير دي أورليان (بالفرنسية: Étienne Hubert d'Orléans)‏ ‏ (1567 - 1614م) هو طبيب ومستشرق ودبلوماسي فرنسي من القرن 17 .
عمل هوبرت كطبيب للسطان المغربي أحمد المنصور الذهبي في مراكش بين 1598-1600. تمكن في تلك المدة الزمنية من تعلم اللغة العربية بشكل جيد. وبعد سنة 1600م أصبح هوبرت محاضرا في اللغة العربية في كوليج دو فرانس ورئيسها إلى غاية سنة 1613، ومؤسس هذه المدرسة هو المستشرق كيوم بوستيل، وقد سبق إتيان هوبير في هذا المنصب أرنولت دي ليسلي، الذي تولى قبله كذلك منصب طبيب سلطان المغرب بين 1588-1598. وخلفه في منصب التدريس رجل الدين جبرائيل الصهيوني، الذي استمر نشطا في هذا المنصب بين 1614-1648م.
والتقى إتيان هوبير في فرنسا بالسفير المغربي أحمد بن قاسم الحجري والمستشرق الهولندي توماس إربنيوس، الذي تلقى دروس في العربية على يد السفير المغربي. وقد عرض إتيان هوبير على الحجري أن يكون مرافقه وممثله طوال سفره، وأظهر إربنيوس إعجابه بالطبيب إتيان هوبير.